# Ахвердов, Иван Васильевич
Иван Васильевич Ахвердов (Ахвердян), или Ованес Барсегович Ахвердян (арм. Հովհաննես Բարսեղի Հախվերդյան; 29 июля 1873 — 28 апреля 1931) — российский и армянский военный деятель, генерал-майор Российской императорской армии (1915) и генерал-лейтенант армии Республики Армения. Участник Русско-японской и Первой мировой войны. С 15 июня 1918 года до марта 1919 года занимал должность военного министра Республики Армения. В 1930 году был арестован ОГПУ по обвинению в контрреволюционной деятельности, а в следующем году осуждён и расстрелян. Кавалер ордена Святого Георгия 4-й степени и Георгиевского оружия.

## Биография

### Происхождение
Родился 29 июля 1879 года в Санкт-Петербурге, происходил из дворянской семьи армяно-грегорианского вероисповедания Ахвердовых, сын действительного статского советника Василия Федоровича Ахвердова, младший брат генерал-майора Гавриила Васильевича Ахвердова (1 июня 1865—1930) и подполковника Георгия Васильевича Ахвердова. К 1914 году был не женат.

### Военная служба до Первой мировой войны
В 1890 году окончил 1-й кадетский корпус и 1 сентября того же года вступил в Российскую императорскую армию. В 1892 году окончил 1-е военное Павловское училище и 4 августа 1892 года произведён в подпоручики со старшинством с 5 августа 1891 года (по другим данным — старшинство с даты производства 4 августа 1892 года) и назначением в 147-й пехотный Самарский полк. В 1895 году был произведён в поручики со старшинством с 5 августа 1895 года, а в 1900 — в штабс-капитаны со старшинством с 6 мая 1900 года. В 1902 году окончил Николаевскую академию Генерального штаба по 1-му разряду и «за отличные успехи в науках» 28 мая 1902 года был произведён в капитаны. С 17 октября 1902 года по 17 февраля 1904 года отбывал цензовое командование ротой в 147-м пехотном Самарском полку.
Участвовал в русско-японской войне 1904—1905 годов. С 17 февраля 1904 года по 27 июня 1906 года был обер-офицером для особых поручений при штабе 1-го Сибирского армейского корпуса, участник всех боёв корпуса. 27 июня 1906 года был произведён в подполковники со старшинством со 2 апреля 1906 года и назначен штаб-офицером для поручений при штабе войск Семиреченской области. С 1 июня по 27 сентября 1909 года отбывал цензовое командование батальоном в 85-м пехотном Выборгском полку. С 9 октября 1909 года по 23 июля 1913 года был старшим адъютантом штаба Туркестанского военного округа. 18 апреля 1910 года был произведён в полковники. С 23 июля 1913 года по 18 июля 1914 года был начальником штаба 1-й Туркестанской казачьей дивизии.

### Первая мировая война
Участвовал в Первой мировой войне. 18 июля 1914 года был назначен начальником штаба Свеаборгской крепости, 1 мая 1915 года — командиром 3-го стрелкового Финляндского полка. 21 января 1916 года «за отличия в делах против неприятеля» был произведён в генерал-майоры со старшинством с 22 октября 1915 года.
Во главе своего полка отличился в боях и удостоился георгиевских наград. 3 февраля 1916 года по представлению командующего 11-й армией был награждён орденом Святого Георгия 4-й степени:
За то, что 25-го августа 1915 года в бою на р. Серете, командуя отрядом в составе позиции 3-й Финляндской стрелковой дивизии, на рассвете того же 25-го августа под сильным неприятельским огнем, перейдя с своим отрядом в общее наступление, стремительной атакой выбил противника из двух линий окопов, и продолжая энергичное наступление, достиг его артиллерийских позиций, с боя взял 30 тяжелых орудий, из которых 12 орудий были вывезены, а остальные за невозможностью вывезти были приведены в негодность. Полковник Ахвердов своей распорядительностью и энергичными действиями в большой мере способствовал успеху отряда дивизии.
2 марта 1916 года Николай II утвердил пожалование командующим 11-й армией Георгиевского оружия:
За то, что в бою 11-го июня 1915 года у д. Мартынов Старый, занимая с полком и дивизионом артиллерии крайне важный и ответственный участок позиции и находясь лично в боевой линии, не только отбил целый ряд настойчивых атак превосходных сил противника и не уступил своей позиции, но, перейдя в решительную контратаку, сбросил переправившегося противника в Днестр, захватив при этом 58 офицеров и 272 нижних чина.
11 мая 1916 года был назначен начальником штаба 127-й Трапезундской пехотной дивизии. С 26 июля 1916 года по 20 февраля 1917 года был начальником штаба 2-го Кавказского кавалерийского корпуса в Иране. С 20 февраля по 24 июня 1917 года был начальником штаба 7-го отдельного Кавказского армейского корпуса, с 24 июня по 10 октября 1917 года — командиром 5-й Финляндской стрелковой дивизии, а 10 октября 1917 года был назначен командиром 3-й Финляндской стрелковой дивизии.

### В Республике Армения и СССР
С апреля 1918 года по март 1919 года был военным министром Республики Армения, позднее занимал должность начальника штаба армянской армии. С мая 1920 года по ноябрь 1921 года был помощником военного министра Республики Армения. В 1919 году получил звание генерал-лейтенанта армянской армии.
После установления в Армении советской власти, по одним данным, эмигрировал, а затем вернулся в СССР, по другим — был взят в плен. Служил в РККА, позднее работал счетоводом Арменторга в Ленинграде.
23 декабря 1930 года был арестован органами ОГПУ и обвинён в контрреволюционной деятельности. 25 апреля 1931 года был приговорён к высшей мере наказания — расстрелу. Расстрелян 28 апреля того же года. Реабилитирован 20 октября 1989 года (посмертно).

## Награды
Иван Васильевич Ахвердов был награждён следующими наградами:
- Орден Святого Георгия 4-й степени (3 февраля 1916);
- Георгиевское оружие (2 марта 1916);
- Орден Святого Владимира 4-й степени с мечами и бантом (1906);
- Орден Святого Станислава 2-й степени с мечами (1906);
- Орден Святой Анны 2-й степени с мечами (1906);
- Орден Святой Анны 3-й степени с мечами и бантом (10 июля 1905);
- Орден Святого Станислава 3-й степени с мечами и бантом (1905);
- Орден Святой Анны 4-й степени с надписью «За храбрость» (1905).